# Linia kolejowa nr 22
Linia kolejowa nr 22 Tomaszów Mazowiecki – Radom Główny – zelektryfikowana, jedno- i dwutorowa pierwszorzędna linia kolejowa znaczenia państwowego wykorzystywana w ruchu pasażerskim i towarowym. Jej budowa została rozpoczęta w okresie okupacji niemieckiej przez III Rzeszę (przy wykorzystaniu niewolniczej pracy), a dokończona po zakończeniu II wojny światowej. Jej uruchomienie miało miejsce w 1948 i 1949 roku.

## Degradacja szlaków
Ze względu na postępującą degradację szlaków konieczne było obniżanie prędkości szlakowych nawet do 40 km/h. Pierwsze prace modernizacyjne ruszyły w 2014i w 2016 roku. W 2020 roku remontowano tor na szlaku Wolanów - Wieniawa. W 2021 roku przeprowadzono remont toru nr 2 w stacji Radzice, natomiast w 2025 prowadzony jest remont pozostałych odcinków linii, z remontem peronów. W wyniku prac prędkość wzrośnie do 120 km/h.

## Opis linii
- Kategoria linii: pierwszorzędna
- Liczba torów:
  - jednotorowa na odcinku 0,913 – 28,474
  - dwutorowa na odcinku 28,474 – 82,016
  - jednotorowa na odcinku 82,016 – 88,238
- Sposób wykorzystania: czynna
- Elektryfikacja: zelektryfikowana
- Szerokość toru: normalnotorowa
- Przeznaczenie linii: pasażersko-towarowa

| odcinek linii | odcinek linii | pociągi pasażerskie | szynobusy | pociągi towarowe |
| km pocz.      | km końcowy    | Tor 1               | Tor 1     | Tor 1            |
| 0,913         | 1,750         | 100                 | 100       | 80               |
| 1,750         | 6,400         | 120                 | 120       | 80               |
| 6,400         | 7,500         | 100                 | 100       | 80               |
| 7,500         | 17,100        | 120                 | 120       | 80               |
| 17,100        | 18,600        | 100                 | 100       | 80               |
| 18,600        | 25,760        | 100                 | 100       | 80               |
| 25,760        | 29,760        | 120                 | 120       | 80               |
| 29,760        | 84,825        | 120                 | 120       | 80               |
| 84,825        | 85,430        | 100                 | 100       | 80               |
| 85,430        | 88,238        | 120                 | 120       | 80               |
| km pocz.      | km końcowy    | Tor 2               | Tor 2     | Tor 2            |
| 28,483        | 36,000        | 50                  | 50        | 50               |
| 36,000        | 37,050        | 40                  | 40        | 40               |
| 37,050        | 75,075        | 120                 | 120       | 80               |
| 75,075        | 76,400        | 60                  | 60        | 60               |
| 76,400        | 82,016        | 120                 | 120       | 80               |